# Ariany
Ariany è un comune spagnolo di 872 abitanti situato nella comunità autonoma delle Baleari.